# Episodi di Gossip Girl (prima stagione)
La prima stagione della serie televisiva Gossip Girl è stata trasmessa negli USA dal 19 settembre 2007 al 19 maggio 2008 sul network americano The CW.
In Italia la prima stagione è stata trasmessa in prima visione assoluta dal 19 gennaio 2008 al 28 agosto 2008 su Mya, canale pay della piattaforma Mediaset Premium; in chiaro è stata trasmessa dal 7 gennaio 2009 in prima serata su Italia 1, ma a causa dei bassi ascolti è stata poco dopo spostata in seconda serata, concludendosi il 3 aprile 2009.
| Nº | Titolo originale                     | Titolo italiano                         | Prima TV USA      | Prima TV Italia  |
| -- | ------------------------------------ | --------------------------------------- | ----------------- | ---------------- |
| 1  | Pilot                                | Buon giorno Upper East Side             | 19 settembre 2007 | 19 gennaio 2008  |
| 2  | The Wild Brunch                      | Brunch selvaggio                        | 25 settembre 2007 | 24 gennaio 2008  |
| 3  | Poison Ivy                           | La mia peggiore amica                   | 3 ottobre 2007    | 31 gennaio 2008  |
| 4  | Bad News, Blair                      | Che botte se incontri Blair             | 10 ottobre 2007   | 7 febbraio 2008  |
| 5  | Dare Devil                           | Dare Devil                              | 17 ottobre 2007   | 14 febbraio 2008 |
| 6  | The Handmaiden's Tale                | Il racconto dell'ancella                | 24 ottobre 2007   | 21 febbraio 2008 |
| 7  | Victor, Victrola                     | Victor, Victrola                        | 7 novembre 2007   | 28 febbraio 2008 |
| 8  | Seventeen Candles                    | Un compleanno da ricordare              | 14 novembre 2007  | 6 marzo 2008     |
| 9  | Blair Waldorf Must Pie!              | La torta ti fa bella!                   | 28 novembre 2007  | 13 marzo 2008    |
| 10 | Hi, Society                          | Amori in corso                          | 5 dicembre 2007   | 20 marzo 2008    |
| 11 | Roman Holiday                        | Un fidanzato tutto suo                  | 19 dicembre 2007  | 27 marzo 2008    |
| 12 | School Lies                          | Bugie e videotape                       | 2 gennaio 2008    | 3 aprile 2008    |
| 13 | The Thin Line Between Chuck and Nate | La sottile linea tra Chuck e Nate       | 10 gennaio 2008   | 10 aprile 2008   |
| 14 | The Blair Bitch Project              | Vite da strega                          | 21 aprile 2008    | 14 agosto 2008   |
| 15 | Desperately Seeking Serena           | L'arrivo di Georgina                    | 28 aprile 2008    | 21 agosto 2008   |
| 16 | All About My Brother                 | Tutto su mio fratello                   | 5 maggio 2008     | 21 agosto 2008   |
| 17 | Woman on the Verge                   | Ragazze sull'orlo di una crisi di nervi | 12 maggio 2008    | 28 agosto 2008   |
| 18 | Much 'I Do' About Nothing            | Molto terrore per nulla                 | 19 maggio 2008    | 28 agosto 2008   |

## Buon giorno Upper East Side
- Titolo originale: Pilot
- Diretto da: Mark Piznarski

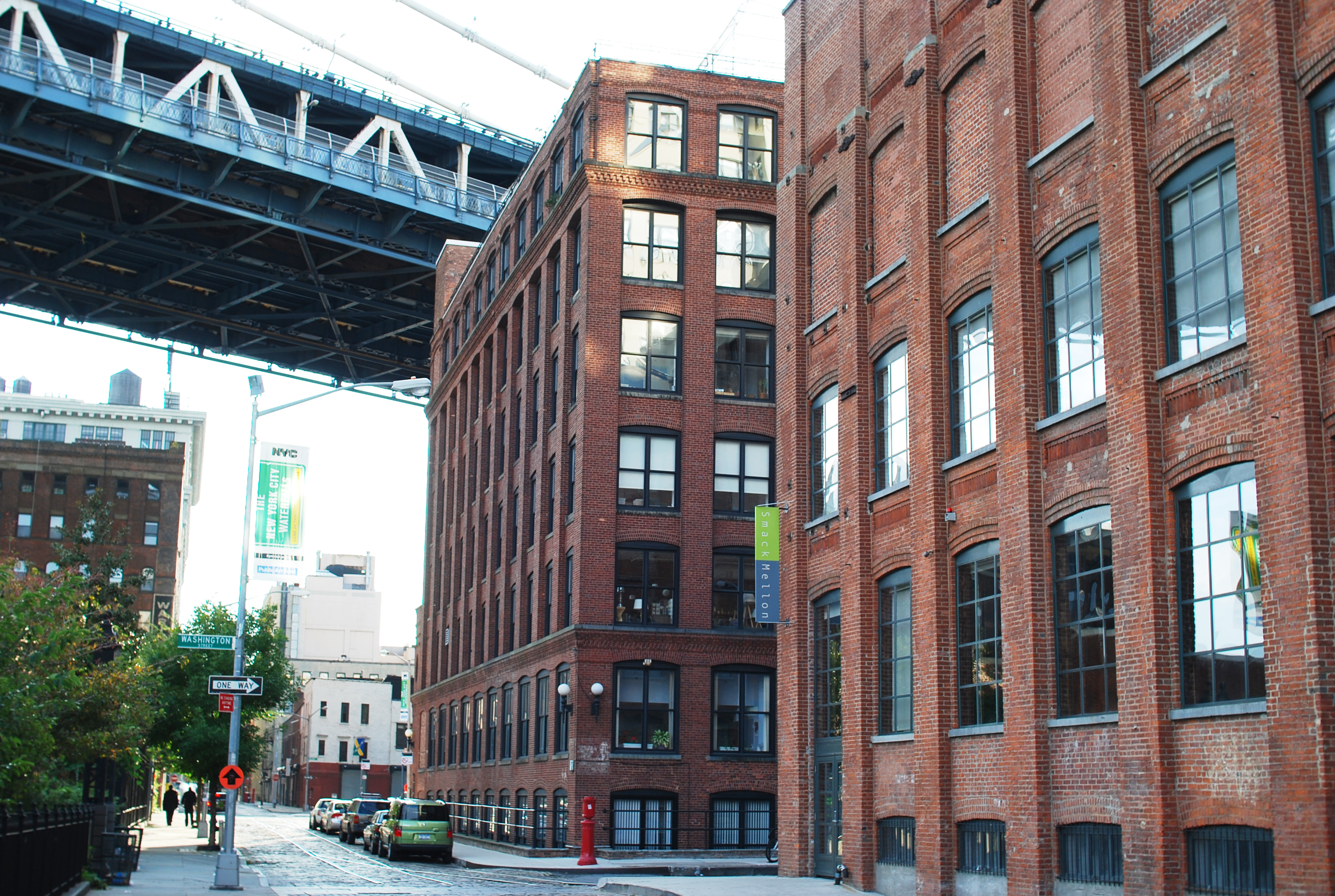
Il loft degli Humphrey a Brooklyn

- Scritto da: Stephanie Savage, Josh Schwartz

### Trama
Un anno dopo la sua improvvisa partenza per un collegio in Connecticut Serena van der Woodsen, sedicenne ricca e conosciuta dal passato movimentato, torna improvvisamente a New York: la notizia viene annunciata dalla misteriosa blogger Gossip Girl e viene accolta con stupore e interesse da tutti, compresa la migliore amica di Serena, Blair Waldorf, rimasta ferita dall'inaspettata partenza dell'amica, che è sparita senza spiegazioni e l'ha lasciata da sola ad affrontare il divorzio dei genitori, dopo che il padre si è scoperto gay.
Dopo una veloce visita a casa di Blair, Serena va a trovare il fratello minore Eric, vero motivo per il quale è tornata, ricoverato in un centro di recupero per aver tentato il suicidio. Lily, madre dei ragazzi e ricca ereditiera di Manhattan, cerca in tutti i modi di nascondere l'accaduto raccontando a tutti che il figlio è a Miami, in visita alla zia Carol.
Anche Dan Humphrey e sua sorella minore Jenny tornano in città dopo aver passato il fine settimana a casa della madre (che si sta separando dal marito) e, pur non facendo parte dell'élite di Manhattan, scoprono tramite Gossip Girl del ritorno di Serena, della quale Dan è da sempre innamorato. I due infatti pur non provenendo da una famiglia ricca frequentano la stessa scuola privata di Serena, Blair e i loro amici.
Jenny, da sempre affascinata dal mondo ricco dell'Upper East Side a differenza del fratello, riesce a garantirsi l'invito alla festa Bacio sulle labbra, organizzata dalla Waldorf, scrivendo a mano tutti gli inviti. Dopo un'iniziale diffidenza Serena e Blair si chiariscono e fanno pace: poco dopo, però, Nate Archibald, storico fidanzato di Blair dai tempi dell'asilo, le confessa di essere andato a letto con Serena prima che la ragazza partisse per il collegio, scatenando l'ira di Blair e portando i due a una rottura.
Il padre di Nate, tuttavia, lo spinge a chiedere scusa e riavvicinarsi a Blair per non mandare a monte un affare che sta per concludere con Eleanor, madre della ragazza.
Intanto Dan si scontra per caso con Serena, che perde il cellulare, così il ragazzo si reca al Palace Hotel, dove risiedono i Van der Woodsen, per restituirglielo: qui, per evitare di andare alla festa Bacio sulle labbra di Blair, Serena dice alla madre di aver già fissato un appuntamento con Dan per quella sera. Serena incuriosita dai modi timidi e gentili di Dan decide di uscire davvero col ragazzo, così i due vanno al concerto dei Lincoln Hawk, rockband dimenticata della quale fa parte il padre di Dan, Rufus. Durante l'appuntamento però il ragazzo riceve un messaggio con una richiesta d'aiuto da parte di Jenny, che alla festa ha incontrato Chuck Bass. 
Conoscendo la reputazione di Chuck, Serena e Dan corrono alla festa, riuscendo a salvare Jenny da un tentativo di violenza, per poi riportarla a casa: sia Blair che Chuck, che ha ricevuto un pugno da Dan, meditano vendetta.
- Guest star: Sam Robards (Howie "Il Capitano" Archibald), Florencia Lozano (Eleanor Waldorf), Connor Paolo (Eric van der Woodsen), Nicole Fiscella (Isabel Coates), Nan Zhang (Kati Farkas), Kimberly Hebert Gregory (Infermiera), Andrew Stewart-Jones (Concierge), Lindsey Broad (ragazza che scatta la foto di Serena), Robert Stoeckle (uomo dell'alta società), Zuzanna Szadkowski (Dorota Kishlowsky)

## Brunch selvaggio
- Titolo originale: The Wild Brunch
- Diretto da: Mark Piznarski
- Scritto da: Josh Schwartz e Stephanie Savage

### Trama
Dopo l'appuntamento della sera prima, terminato con un saluto goffo e imbarazzato di Dan, il ragazzo decide di andare al Palace per parlare con Serena, ma la ragazza è già uscita per andare a trovare Blair e chiederle spiegazioni sul comportamento freddo che ha nei suoi confronti. Blair gli rivela di essere a conoscenza della notte che lei e Nate hanno passato insieme prima della sua misteriosa fuga in collegio e la caccia. 
Serena torna al Palace e incontra Dan e i due progettano di passare la mattinata insieme, ma Lily costringe la figlia a partecipare al brunch annuale organizzato da Bart Bass, padre di Chuck, così per evitare di andare da sola, visti i rapporti tesi con i suoi amici, Serena porta con sé anche Dan. Il brunch però si rivela un disastro: tra Dan e Chuck scoppia una lite per il tentativo di stupro a Jenny e il pugno preso da Chuck la sera prima, e nel mentre anche la situazione tra Serena, Blair e Nate precipita.
Nate, infatti, chiede a Serena di parlare del loro trascorso e così i due si danno appuntamento nella camera di Chuck, ma quest'ultimo aveva consegnato le chiavi della sua suite a Blair, per poterle far fare sesso con Nate, in modo da salvare la loro relazione.
Blair porta quindi Nate nella camera di Chuck dove trovano Serena in attesa del ragazzo.
Blair infuriata e meditando vendetta nei confronti della sua ex migliore amica, rivela a Dan l'accaduto tra Serena e Nate, portando i due a litigare per via del burrascoso passato della ragazza.
- Guest star: Robert John Burke (Bart Bass), Connor Paolo (Eric van der Woodsen), Sam Robards (Howie "Il Capitano" Archibald), Nicole Fiscella (Isabel Coates), Nan Zhang (Kati Farkas), Zuzanna Szadkowski (Dorota Kishlowsky), Andrew Stewart-Jones (Concierge), David Call (Ben Donovan), Alice Callahan (Jessica Leitenberg), Abigail Forman (Leandra), Melissa Fumero (Zoe), Jacqueline Moore (modella)
- Significato del titolo: il titolo dell'episodio fa riferimento al film del 1969 The Wild Bunch, arrivato in Italia come Il mucchio selvaggio.

## La mia peggiore amica
- Titolo originale: Poison Ivy
- Diretto da: J. Miller Tobin
- Scritto da: Felicia D. Henderson

### Trama
Gli studenti della Constance Billard e della St. Jude si preparano per i colloqui con i rappresentanti dei college più prestigiosi del Paese.
Intanto Blair e Chuck scoprono che Serena frequenta regolarmente il centro Ostroff per tossicodipendenti e socialmente disturbati, pertanto decidono di sfruttare il segreto per vendicarsi di lei.
Durante il party organizzato per i rappresentanti dei vari college, Blair dice a tutti che Serena frequenta il centro di recupero perché drogata, non sapendo che in realtà è Eric ad esservi ricoverato. Pur di non esporre il fratello però, Serena finge davanti a tutti di frequentare l'Ostroff.
Dan vorrebbe entrare alla Dartmouth ed essere scelto per intrattenere il rappresentante dell'Università al party, ma scopre che al suo posto è stato preso Nate, nonostante il ragazzo non nutra il minimo interesse per la scuola e stia assecondando solo le pressioni di suo padre, che vorrebbe vederlo laurearsi in legge.
Alla fine Nate lascia la festa, permettendo a Dan di fare una buona impressione sul rappresentante della Dartmouth.
Mentre alla festa Jenny fa amicizia con Eric, che le confida del suo tentato suicidio, Serena e Blair fanno pace quando quest'ultima scopre che è Eric ad essere ricoverato al centro di recupero.
- Guest star: Robert John Burke (Bart Bass), Connor Paolo (Eric van der Woodsen), Sam Robards (Howie "Il Capitano" Archibald), Nicole Fiscella (Isabel Coates), Nan Zhang (Kati Farkas), Zuzanna Szadkowski (Dorota Kishlowsky), Reed Birney (Mr. Prescott)
- Significato del titolo: il titolo dell'episodio fa riferimento al film del 1992 Poison Ivy.

## Che botte se incontri Blair
- Titolo originale: Bad News Blair
- Diretto da: Patrick Norris
- Scritto da: Joshua Safran

### Trama
La madre di Blair ha bisogno di una modella per la sua nuova linea di moda e così sceglie la figlia; il fotografo, però, non trova la ragazza spontanea e le preferisce Serena.
 Quando Blair lo scopre, si arrabbia molto e litiga con Serena, ma le due fanno pace perché a Serena era stato detto che anche Blair avrebbe preso parte al servizio fotografico.
Nel frattempo, dopo aver appianato le loro divergenze, Serena cerca di uscire con Dan, ma i loro appuntamenti vengono costantemente annullati per via degli impegni mondani della ragazza.
Parallelamente, Carter Baizen, un vecchio amico di Nate e Chuck, torna in città e coinvolge Nate in una partita di poker, durante la quale il ragazzo perde molti soldi.
 Fortunatamente, grazie all'intervento di Chuck, si risolve tutto e Nate, volendo ripagare l'amico, scopre che suo padre gli ha svuotato il conto.
- Guest star: Nicole Fiscella (Isabel Coates), Nan Zhang (Kati Farkas), Peter O'Brien (fotografo), Sebastian Stan (Carter Baizen), Michelle Hurd (Laurel), Jill Flint (Bex)
- Significato del titolo: il titolo dell'episodio fa riferimento al film del 1976 The Bad News Bear.
- Il sogno di Blair che apre l’episodio è un omaggio al film Colazione da Tiffany del 1961 con Audrey Hepburn.

## Dare Devil
- Titolo originale: Dare Devil
- Diretto da: Jamie Babbit
- Scritto da: Lenn K. Rosenfeld

### Trama
Dan cerca di impressionare Serena durante il loro primo appuntamento ufficiale e pertanto la porta in un ristorante molto elegante, ma la ragazza rimane delusa dalla serata, perché avrebbe preferito una cosa più semplice.
Intanto, Blair organizza il suo annuale pigiama party, al quale, non essendoci Serena, invita Jenny: qui, la ragazza viene coinvolta nel gioco obbligo o verità e le viene affidato il compito di far scappare Eric dal centro Ostroff.
Quando Lily scopre che il figlio si è allontanato con una ragazza dai capelli biondi, pensa subito che sia stata Serena e così, per rintracciarla, chiede aiuto a Rufus, che intanto ha scoperto che la moglie ha cominciato una nuova relazione.
 L'uomo informa Dan per telefono dei dubbi di Lily e, una volta trovato Eric in un locale insieme a Jenny, Blair e le altre ragazze, Serena lo riporta al centro, dove Lily decide che è il momento che il figlio torni a casa.
 Dan e Serena, nel frattempo, si baciano.
Per concludere la serata, Blair sfida Jenny ad intrufolarsi, usando il suo mazzo di chiavi, in un negozio della linea di moda Waldorf per rubare una giacca, abbandonando la ragazza quando suona l'allarme.
 Jenny, fermata dalla polizia, riesce però a fingere di essere Blair e a tornare a casa di quest'ultima con la giacca, dimostrando di essere degna di far parte delle Perfide, la ristretta cerchia di tirapiedi di Blair.
- Guest star: Connor Paolo (Eric van der Woodsen), Nicole Fiscella (Isabel Coates), Nan Zhang (Kati Farkas), Zuzanna Szadkowski (Dorota Kishlowsky), Halley Wegryn Gross (Harper)
- Significato del titolo: il titolo dell'episodio fa riferimento al film del 2003 Daredevil, arrivato in Italia con lo stesso titolo.

## Il racconto dell'ancella
- Titolo originale: The Handmaiden's Tale
- Diretto da: Norman Buckley
- Scritto da: Jessica Queller

### Trama
Vanessa Abrams, la migliore amica di Dan, torna in città dopo essere stata un anno nel Vermont, avendo ottenuto dai genitori il permesso di vivere a casa della sorella e di finire il liceo a New York. Durante la sua assenza, Vanessa si è resa conto di essere innamorata di Dan, che le aveva detto di amarla prima che lei partisse, così decide di confessargli i suoi sentimenti, ma lei e Dan decidono di rimanere solo amici quando Vanessa scopre che il ragazzo esce con Serena.
Intanto, Blair organizza un ballo in maschera, durante il quale Nate, seguendo alcuni indizi, dovrà trovarla prima della mezzanotte. Il ragazzo, però, distratto dai suoi sentimenti per Serena, con la quale si è confidato riguardo alla recente scoperta che il padre Howard fa uso di cocaina, non s'impegna.
Jenny, delusa per non essere stata invitata al ballo nonostante abbia aiutato moltissimo Blair nei preparativi, s'intrufola alla festa e scambia la sua maschera con quella di Serena: Nate bacia così Jenny credendo che sia Serena, dicendole che non l'ha mai dimenticata. La ragazza fugge via sconvolta, mentre Nate si rende conto di aver fatto un errore quando incontra la vera Serena.
Nel frattempo, Lily chiede a Rufus di farle da accompagnatore alla festa a tema marocchino di Eleanor.
 Quando Rufus scopre che la donna l'ha invitato solo per far ingelosire Bart, con cui Lily esce segretamente, decide di darle una mano e così la bacia davanti all'uomo.
- Guest star: Robert John Burke (Bart Bass), Margaret Colin (Eleanor Waldorf), Sam Robards (Howie "Il Capitano" Archibald), Francie Swift (Anne Archibald), Jessica Szohr (Vanessa Abrams), Nicole Fiscella (Isabel Coates), Nan Zhang (Kati Farkas), Zuzanna Szadkowski (Dorota Kishlowsky), Ward Horton (Edward Abbot)
- Significato del titolo: il titolo dell'episodio fa riferimento al romanzo di Margaret Atwood del 1985 Il racconto dell'ancella (The Handmaid's Tale), dal quale è stato tratto un film omonimo nel 1990.

## Victor, Victrola
- Titolo originale: Victor, Victrola
- Diretto da: Tony Wharmby
- Scritto da: K.J. Steinberg

### Trama
Chuck chiede al padre Bart d'investire in un nuovo locale di burlesque da lui scoperto, il Victrola, ma l'uomo è molto scettico e così Chuck, deluso, si ubriaca, dicendo poco dopo a Lily di aver visto Bart con un'altra donna. Quest'ultima si rivela essere, in realtà, una giornalista, che spinge Bart a valutare meglio il progetto di Chuck.
Nel frattempo, mentre Nate affronta suo padre, chiedendogli di smettere con la droga, Blair perdona Jenny per essersi intrufolata alla festa, confidandole che Nate ha intenzione di darle l'anello di fidanzamento di famiglia: Jenny le confessa così che il ragazzo l'ha baciata al ballo in maschera credendo che fosse Serena.
Quella sera, durante una cena tra gli Archibald e i Waldorf, Nate fa arrestare il padre perché l'ha visto comprare altra droga, mentre Blair lo lascia e va a trovare Chuck al Victrola: dopo essersi esibita nel burlesque sul palco, durante il ritorno verso casa, la ragazza perde la verginità con Chuck sulla limousine del padre di lui.
Parallelamente, Nate scopre che il padre è stato trattenuto dalla polizia perché è stato trovato colpevole di frode e appropriazione indebita, mentre Dan e Serena cercano di fare l'amore insieme per la prima volta.
- Guest star: Robert John Burke (Bart Bass), Margaret Colin (Eleanor Waldorf), Sam Robards (Howie "Il Capitano" Archibald), Francie Swift (Anne Archibald), Jessica Szohr (Vanessa Abrams), Nicole Fiscella (Isabel Coates), Nan Zhang (Kati Farkas), Zuzanna Szadkowski (Dorota Kishlovsky), Shaun Earl (Maxie Mae), Jessalyn Wanlim (Pauletta Cho), Greg Northrop (poliziotto)
- Significato del titolo: il titolo dell'episodio fa riferimento al film del 1982 Victor Victoria, arrivato in Italia con lo stesso titolo.

## Un compleanno da ricordare
- Titolo originale: Seventeen Candles
- Diretto da: Lee Shallat-Chemel
- Scritto da: Felicia D. Henderson

### Trama
Ancora afflitta per la fine della sua relazione con Nate, Blair mantiene il segreto sperando in una riconciliazione con il ragazzo, cercando anche di evitare Chuck, il quale, al contrario di lei, non ha nessuna intenzione di dimenticare quello che è accaduto nella sua limousine. 
 Blair, nel frattempo, è anche impegnata ad organizzare la festa per il suo diciassettesimo compleanno e così fa una scommessa con Chuck: se Nate la chiamerà come ogni anno a mezzanotte per farle gli auguri, lui la lascerà in pace; se invece Nate non la chiamerà, lei passerà di nuovo la notte con Chuck.
Intanto, Jenny riporta la madre Alison a casa, ma Rufus non è ancora pronto a riaccoglierla, dopo aver scoperto la sua relazione ad Hudson con un vicino di casa; alla fine, però, i due decidono di ritentare.
Nel frattempo, Dan porta Vanessa alla festa di compleanno di Blair per far conoscere meglio lei e Serena e spezzare così la tensione tra le due ragazze.
Parallelamente, i genitori di Nate premono affinché il figlio dia l'anello di fidanzamento di famiglia a Blair come regalo di compleanno, per salvare il contratto stipulato con Eleanor Waldorf, a rischio dopo l'accusa di frode e appropriazione indebita contro Harold. Il ragazzo, però, capisce che sarebbe la cosa sbagliata da fare e quindi non cerca di salvare la sua relazione con Blair, passando invece la serata del compleanno della ragazza con Jenny. Una foto di loro due che si abbracciano pubblicata sul blog di Gossip Girl mette a nudo la rottura tra il ragazzo e Blair, che alla fine bacia Chuck. I due vengono però visti da Serena.
- Guest star: Margaret Colin (Eleanor Waldorf), Susan Misner (Alison Humphrey), Sam Robards (Howie "Il Capitano" Archibald), Francie Swift (Anne Archibald), Jessica Szohr (Vanessa Abrams), Nicole Fiscella (Isabel Coates), Nan Zhang (Kati Farkas), Peter Maloney (prete), Zoe Winters (cameriera), Dan Ziskie (Mr. Stahl)
- Significato del titolo: il titolo dell'episodio fa riferimento al film del 1984 Sixteen Candles, arrivato in Italia come Sixteen Candles - Un compleanno da ricordare.

## La torta ti fa bella!
- Titolo originale: Blair Waldorf Must Pie!
- Diretto da: Mark Piznarski
- Scritto da: Lenn K. Rosenfeld

### Trama
È il giorno del Ringraziamento, ma Blair e Serena litigano quando quest'ultima scopre che l'amica è andata a letto con Chuck solo per vendetta: non essendo più gradita alla tavola dei Waldorf insieme alla sua famiglia, Serena accetta la proposta di Dan di passare la cena del Ringraziamento con gli Humphrey. Sia Alison, sia Lily, però, sono all'oscuro del ritorno l'una dell'altra nella vita di Rufus e l'atmosfera a tavola è molto tesa, finché non viene a galla la passata relazione tra Rufus e Lily. 
 Pur non avendo mai dimenticato Lily, alla fine Rufus decide di salvare il suo matrimonio con Alison.
Intanto, Blair è triste perché suo padre, a causa di alcuni problemi di lavoro, non può tornare dalla Francia per partecipare al Ringraziamento con lei: quando però scopre che sua madre gli ha telefonato dicendogli che Blair non lo voleva più vedere, la ragazza si arrabbia moltissimo e così tornano a galla i suoi passati problemi di bulimia.
 Madre e figlia si chiariscono quando la donna confida di essere rimasta molto turbata dopo aver ricevuto i documenti del divorzio e che non sarebbe riuscita a sopportare la presenza del marito per il Ringraziamento.
Parallelamente, il padre di Nate tenta il suicidio.
- Guest star: Margaret Colin (Eleanor Waldorf), Michelle Hurd (Laurel), Susan Misner (Alison Humphrey), Connor Paolo (Eric van der Woodsen), Sam Robards (Howie "Il Capitano" Archibald), John Shea (Harold Waldorf), Francie Swift (Anne Archibald), Zuzanna Szadkowski (Dorota Kishlovsky), Luz Alexandra Ramos (infermiera), Jessica Szohr (Vanessa Abrams)
- Significato del titolo: il titolo dell'episodio fa riferimento al film del 2006 John Tucker Must Die, arrivato in Italia come Il mio ragazzo è un bastardo. Il titolo italiano fa riferimento, invece, al film La morte ti fa bella.

## Amori in corso
- Titolo originale: Hi, Society
- Diretto da: Patrick Norris
- Scritto da: Joshua Safran

### Trama
Si avvicina il ballo delle debuttanti e Celia, la nonna di Serena, torna in città per l'occasione, cercando di ostacolare la relazione tra la nipote e Dan, che non ritiene all'altezza di Serena. 
 Celia vorrebbe affiancare alla nipote Carter Baizen come accompagnatore per il ballo, ma Dan, saputo l'astio che la donna prova nei suoi confronti, la sfida, dicendo a Serena che andrà al ballo con lei, nonostante ritenga che sia un evento ormai superato. 
 Celia prova così a offrire dei soldi a Rufus affinché convinca il figlio a rinunciare a Serena, rivelandogli anche che vent'anni prima Lily lo aveva lasciato perché lei l'aveva costretta a scegliere tra l'eredità familiare e l'amore. Quando Dan lo dice a Serena, la relazione tra i due va in crisi perché la ragazza non crede che la nonna sarebbe capace di usare dei sotterfugi e corrompere qualcuno, così si fa così accompagnare al ballo da Carter Baizen, dove, scoperta la vera natura della nonna, lei e Dan fanno pace.
Nel frattempo, Blair continua a frequentare Chuck di nascosto; Nate, però, ha dei ripensamenti sulla rottura con la ragazza e pertanto si offre come suo cavaliere per il ballo, chiedendo inoltre a Chuck di scoprire chi è il misterioso ragazzo che pensa stia frequentando Blair. Chuck gli fa credere che sia Carter Baizen, che Nate prende a pugni proprio durante il ballo delle debuttanti. 
 Blair, arrabbiata con Chuck per quanto successo, lo lascia e ricomincia la relazione con Nate, andando a letto con lui, mentre Chuck fugge dalla città per recarsi a Monaco.
Parallelamente, Lily chiede a Jenny di aiutarla nell'organizzazione del ballo delle debuttanti, ma Alison non dà alla figlia il permesso, perché la stessa sera del ballo c'è l'inaugurazione di una mostra dei suoi quadri a cui vorrebbe che Jenny partecipasse. 
 La ragazza si reca così al ballo di nascosto, chiedendo poi scusa alla madre, mentre Lily chiarisce con una telefonata i suoi rapporti con Rufus.
- Guest star: Caroline Lagerfelt (Celia "CeCe" Rhodes), Susan Misner (Alison Humphrey), Sebastian Stan (Carter Baizen), Nicole Fiscella (Isabel Coates), Nan Zhang (Kati Farkas), Zuzanna Szadkowski (Dorota Kishlovsky), Zander Gladish (principe Theodore), Andre B. Blake (giornalista del New York Times), Jessica Szohr (Vanessa Abrams)
- Significato del titolo: il titolo dell'episodio fa riferimento al film del 1956 High Society, arrivato in Italia come Alta società.

## Un fidanzato tutto suo
- Titolo originale: Roman Holiday
- Diretto da: Michael Fields
- Scritto da: Jessica Queller

### Trama
È la vigilia di Natale e Harold Waldorf torna a casa portando con sé il suo fidanzato francese, Roman, suscitando il disappunto di Blair, che sperava di far restare definitivamente suo padre a New York.
 Per avere la meglio, la ragazza escogita un piano per liberarsi di Roman, invitando alla festa di Natale organizzata da sua madre il modello Freddy, ex amore di Roman. 
 Harold ben presto capisce che la figlia è infelice e, dopo essersi chiariti, Blair accetta l'amante del padre, ma nel frattempo è preoccupata che Chuck, raggiunto a Monaco da Nate, possa spifferare a quest'ultimo quello che è successo tra di loro.
Intanto, Serena e Dan decidono di farsi un regalo di Natale che costi al massimo cinquanta dollari.
 Dan chiede l'aiuto di Jenny per portare al Palace un albero di Natale, che i van der Woodsen non possono fare perché va contro le regole dell'albergo, mentre Serena quello di Vanessa, che l'aiuta ad allestire nella galleria d'arte di Rufus una nevicata, che Dan desiderava tanto vedere. 
 Alla fine, Serena e Dan fanno finalmente l'amore per la prima volta.
Nel frattempo, la comparsa a New York di Alex, il vicino di casa con il quale Alison ha avuto una relazione, fa capire a lei e a Rufus che il loro matrimonio è finito, così la donna decide di tornare a Hudson. Rufus, invece, lascia un messaggio a Lily, nel quale le confessa di sentire la sua mancanza, mentre la donna riceve una proposta di matrimonio da Bart, al quale intanto si è riavvicinata.
- Guest star: William Abadie (Roman), Robert John Burke (Bart Bass), Margaret Colin (Eleanor Waldorf), John Dossett (Jack Roth), Susan Misner (Alison Humphrey), Connor Paolo (Eric van der Woodsen), John Shea (Harold Waldorf), Jessica Szohr (Vanessa Abrams), Derek Cecil (Alex), Austin Lysy (Freddy Parnes), Zuzanna Szadkowski (Dorota Kishlovsky)
- Significato del titolo: il titolo dell'episodio fa riferimento al film del 1953 Roman Holiday, arrivato in Italia come Vacanze romane.

## Bugie e videotape
- Titolo originale: School Lies
- Diretto da: Tony Wharmby
- Scritto da: Lenn K. Rosenfeld

### Trama
Durante una festa proibita nella piscina della scuola, un ragazzo rischia di annegare.
 Tramite un cellulare dimenticato, la nuova preside risale ai partecipanti e pertanto minaccia di espellere tutti se il colpevole non confessa di aver rubato le chiavi. I ragazzi decidono quindi di non dire niente e di mantenere il segreto, ma la faccenda crea tensioni tra Dan e Serena, perché il ragazzo ha una borsa di studio parziale e non può affatto permettersi di essere espulso. Serena gli confessa così di essere stata lei ad aprire la piscina perché aveva la chiave e, pur temendo la punizione, confessa per amore di Dan; al contrario di quanto si aspettasse, la preside non la espelle, ma le assegna soltanto delle ore di servizi sociali grazie ai soldi e all'influenza di Bart.
Nel frattempo, Blair cerca di evitare Nate, che ora vuole seriamente tornare con lei.
 Durante una festa a casa Waldorf, la ragazza vede Chuck con la chiave della piscina in mano, che lui ha recuperato da un tavolo la sera del party, così la nasconde in un cassetto di camera sua per proteggerlo. Nate, però, vedendo la chiave, crede che la colpa sia di Blair e, per aiutarla, dice alla preside di essere stato lui ad aprire la piscina, ma viene subito smascherato: tuttavia, questo gesto colpisce molto Blair.
Intanto, Vanessa filma per sbaglio Chuck e Blair mentre parlano di quello che è successo tra di loro e, per potersi pagare l'affitto, la ragazza vende la cassetta a Chuck, ma alla fine si scopre che in realtà gliene ha data una vuota: la cassetta vera finisce nelle mani di Blair, che torna con Nate senza che le prove di quello che ha fatto con Chuck possano venire alla luce.
Parallelamente, Lily medita di lasciare la città con Rufus e di rifiutare la proposta di matrimonio di Bart, ma Serena dice alla madre che Dan è la cosa più importante per lei e che preferirebbe essere la sorellastra di Chuck piuttosto che quella di Dan. La donna, rassegnata, decide quindi di sposare Bart.
- Guest star: Robert John Burke (Bart Bass), Linda Emond (preside Queller), Connor Paolo (Eric van der Woodsen), Jessica Szohr (Vanessa Abrams), Nicole Fiscella (Isabel Coates), Nan Zhang (Kati Farkas), Reed Birney (Mr. Prescott), Amanda Setton (Penelope Shafai), Dreama Walker (Hazel Williams), Kyle Gilbert-Gregory (Andrew Collins)
- Significato del titolo: il titolo dell'episodio fa riferimento al film del 1992 School Ties, arrivato in Italia come Scuola d'onore.

## La sottile linea tra Chuck e Nate
- Titolo originale: The Thin Line Between Chuck and Nate
- Diretto da: Norman Buckley
- Scritto da: Felicia D. Henderson

### Trama
Una foto di Serena che compra un test di gravidanza viene pubblicata sul sito di Gossip Girl, sconvolgendo tutti: in realtà, il test è per Blair, che ha un ritardo nel ciclo mestruale ma che si rifiuta di affrontare la realtà.
Incerta su cosa fare, Serena confida a Dan della relazione clandestina tra Blair e Chuck, ignara che Jenny li stia origliando.
 Sperando che Chuck possa convincere Blair a sottoporsi al test, Serena gli parla della situazione, venendo così a sapere che Blair e Nate sono andati a letto insieme. Arrabbiata per esserne stata tenuta all'oscuro, la ragazza litiga con Blair, ma le due fanno pace quando quest'ultima si decide a fare il test, che dà esito negativo.
 Soddisfatta per come sono andate le cose, Blair snobba brutalmente Chuck, che per vendicarsi di lei dice a Gossip Girl che è stata a letto con due ragazzi diversi nel giro di una settimana, facendola passare per una poco di buono.
Nate, scoprendo da Jenny che l'altro ragazzo con cui è stata Blair è Chuck, litiga con lui e lascia la ragazza.
Spodestata dal suo trono di regina della Constance Billard, Blair decide di trasferirsi in Francia dal padre e di finire lì il semestre, ma Serena la convince a restare in città e a combattere.
Nel frattempo, mentre Rufus inizia ad uscire con la gallerista Bex, Dan dice a Serena di amarla, ma la ragazza non riesce a rispondergli perché tutte le relazioni avute dalla madre con uomini che le avevano detto di amarla sono finite male e lei teme possa succederle la stessa cosa.
 Per vincere le sue paure, alla fine Serena chiede a Dan quali sono i motivi per cui lui l'ama, trovando così la forza di rispondergli.
- Guest star: Margaret Colin (Eleanor Waldorf), Connor Paolo (Eric van der Woodsen), Nicole Fiscella (Isabel Coates), Nan Zhang (Kati Farkas), Amanda Setton (Penelope Shafai), Dreama Walker (Hazel Williams), Jill Flint (Bex), Veronica Taylor (Bryn), Zuzanna Szadkowski (Dorota Kishlovsky), Emma Demar (Elise Wells), Jessica Szohr (Vanessa Abrams)
- Significato del titolo: il titolo dell'episodio fa riferimento al film del 1996 A Thin Line Between Love and Hate.

## Vite da strega
- Titolo originale: The Blair Bitch Project
- Diretto da: J. Miller Tobin
- Scritto da: K.J. Steinberg

### Trama
Sono passate tre settimane e, finite le vacanze di primavera, è il momento di ricominciare le lezioni: dopo essere stata detronizzata, Blair è terrorizzata all'idea di tornare a scuola, dove tutti parlano male di lei e la snobbano. 
 Trattata in malo modo specialmente dalle sue ex amiche, le Perfide, Blair decide di vendicarsi di Jenny, che ritiene la responsabile della rottura tra lei e Nate.
Intanto, Jenny è riuscita ad entrare nelle Perfide, ma non riesce a stare al passo con la vita opulenta dell'Upper East Side.
 Avendo bisogno di denaro per comprare un vestito per il suo quindicesimo compleanno, Jenny ruba un Valentino dall'armadio della madre di Hazel, una delle Perfide, poi lo rivende ad un banco dei pegni. Quando però la ragazza scopre che la domestica della famiglia è stata licenziata per il furto, recupera il vestito ma, una volta tornata a casa, viene scoperta dalle Perfide e da Blair, che le ha organizzato una festa di compleanno a sorpresa insieme a Rufus.
 Inizialmente abbandonata dalle sue nuove amiche, Jenny viene perdonata quando presenta Nate a Penelope, un altro membro delle Perfide, che da tempo ha una cotta per lui.
Nel frattempo, la famiglia van der Woodsen si trasferisce a vivere dai Bass e Bart, avendo scelto Chuck come suo testimone di nozze, chiede al figlio di comportarsi bene.
Serena inizia a ricevere degli strani regali anonimi (film porno, casse di champagne, cocaina), dei quali incolpa subito Chuck che, allontanato da casa Bass, torna a vivere al Palace. Nell'ultimo regalo, però, il mittente si firma G, lasciando Serena alquanto allibita.
- Guest star: Jessica Szohr (Vanessa Abrams), Robert John Burke (Bart Bass), Connor Paolo (Eric van der Woodsen), Emma Demar (Elise Wells), Nicole Fiscella (Isabel Coates), Amanda Setton (Penelope Shafai), Dreama Walker (Hazel Williams), Karla Mosley (cameriera), Audrie Neenan (Betty), Zuzanna Szadkowski (Dorota Kishlovsky)
- Significato del titolo: il titolo originale fa riferimento al film The Blair Witch Project, arrivato in Italia come The Blair Witch Project - Il mistero della strega di Blair; il titolo italiano, invece, alla serie televisiva Vita da strega e all'omonimo film interpretato da Nicole Kidman.
- Il sogno di Blair che apre l’episodio è un omaggio al film Colazione da Tiffany del 1961 con Audrey Hepburn dove Nate interpreta il ruolo di George Peppard.

## Cercasi Serena disperatamente
Titolo originale: Desperately Seeking Serena
- Diretto da: Michael Fields
- Scritto da: Felicia D. Henderson

### Trama
Si avvicina la data dell'esame di ammissione al college, ma Serena è preoccupata che Georgina Sparks, sua vecchia compagna di baldorie con la quale condivide un segreto, possa tornare a New York. 
 Nonostante Chuck rassicuri la sorellastra che, secondo le sue fonti, la ragazza si trova in Svizzera, Georgina ricompare improvvisamente alla Constance. Il ritorno dell'amica, che ha sempre avuto su di lei una cattiva influenza, porta Serena a mentire a Dan con l'aiuto di Chuck.
 Georgina si dimostra, però, molto colpita dal cambiamento che vede in Serena e, volendo festeggiarla, le chiede di uscire con lei la sera prima del test. Mentre Serena non guarda, Georgina le mette una droga nel bicchiere, facendola svegliare in ritardo per l'esame: Serena chiede così l'aiuto di Chuck, che manda un'altra ragazza a sostenere il test al suo posto.
Vedendo sfumato il progetto di far tornare Serena quella di un tempo, Georgina si avvicina a Dan dicendogli di chiamarsi Sarah.
Nel frattempo, Blair si fa aiutare dalle Perfide a mettere fuori gioco Nelly Yuki, una ragazza che come lei punta ad entrare a Yale, mentre Jenny, in punizione per il furto del vestito, decide di prendere il posto di Blair come regina della scuola cercandosi un fidanzato: incontra, così, Asher Hornsby.
Nate, invece, nel frattempo comincia ad uscire con Vanessa, che convince a sostenere l'esame di ammissione per l'Università.
- Guest star: Jessica Szohr (Vanessa Abrams), Michelle Trachtenberg (Georgina Sparks), Yin Chang (Nelly Yuki), Emma Demar (Elise Wells), Nicole Fiscella (Isabel Coates), Amanda Setton (Penelope Shafai), Jesse Swenson (Asher Hornsby), Dreama Walker (Hazel Williams), Jolly Abraham (cameriera), Jeffrey Omura (Todd Jansen), Zuzanna Szadkowski (Dorota Kishlovsky)
- Significato del titolo: il titolo dell'episodio fa riferimento al film del 1985 Desperately Seeking Susan, arrivato in Italia come Cercasi Susan disperatamente.

## Tutto su mio fratello
- Titolo originale: All About My Brother
- Diretto da: Janice Cooke
- Scritto da: Paul Sciarrotta

### Trama
Jenny esce con Asher, che le fa guadagnare punti alla Constance Billard. Eric, però, è preoccupato per l'amica ma, quando le esterna i suoi dubbi, la ragazza pensa che lui abbia una cotta per lei.
Anche Dan nutre dei dubbi su Asher, soprattutto quando lo vede baciare un ragazzo davanti alla scuola, così si confida con Blair, che riesce a mettere le mani sul cellulare di Asher, copiandone le mail. Presto la notizia finisce su Gossip Girl, ma Jenny si affretta a smentire tutto per non compromettere la sua prima festa all'Upper East Side, nonostante sappia benissimo che è la verità e che il suo presunto ragazzo è gay.
Georgina si auto-invita a una cena di famiglia dei van der Woodsen, dove rivela a tutti che Eric è gay perché l'ha visto baciare il ragazzo di Jenny. Inizialmente, Lily ne è sconvolta, ma poi accetta la cosa perché vuole solo il meglio per il figlio.
Alla festa di Jenny, Blair dice ad Asher che non rivelerà il suo segreto perché vi è implicato anche Eric, a cui lei tiene molto, ma alla fine è lui stesso a confessare tutto. Jenny, umiliata, decide che il mondo dell'Upper East Side non è fatto per lei e inoltre capisce di aver rinunciato a troppe cose.
Intanto, Serena, ricattata con un video da Georgina e scoperto che quest'ultima ha fatto amicizia con Dan e Vanessa dicendo di chiamarsi Sarah, confessa a Blair il segreto che tiene nascosto: l'anno prima ha ucciso un uomo.
- Guest star: Jessica Szohr (Vanessa Abrams), Connor Paolo (Eric van der Woodsen), Michelle Trachtenberg (Georgina Sparks), Yin Chang (Nelly Yuki), Emma Demar (Elise Wells), Nicole Fiscella (Isabel Coates), Amanda Setton (Penelope Shafai), Jesse Swenson (Asher Hornsby), Dreama Walker (Hazel Williams)
- Significato del titolo: il titolo dell'episodio fa riferimento al film All About My Mother, arrivato in Italia come Tutto su mia madre.

## Ragazze sull'orlo di una crisi di nervi
- Titolo originale: Woman on the Verge
- Diretto da: Tony Wharmby
- Scritto da: Joshua Safran

### Trama
Dopo aver confessato a Blair il suo segreto, Serena passa la notte ad ubriacarsi in un bar con alcuni ragazzi. Blair, però, riesce a ritrovarla e a riportarla a casa, la mattina dopo, sana e salva, ma in pessime condizioni.
Dan, preoccupato per la strana reazione avuta da Serena alla vista di Sarah e conscio che la sua ragazza gli stia nascondendo qualcosa, si presenta a casa Waldorf alla ricerca di Serena, trovandovi anche Chuck e Nate, chiamati da Blair.
 Per non coinvolgere Dan nei suoi problemi, Serena gli dice di averlo tradito, pur non essendo vero, rompendo così con il ragazzo. Poco dopo, rivela a Blair, Nate e Chuck il segreto tra lei e Georgina: l'anno prima, il giorno antecedente alla sua partenza, dopo essere stata a letto con Nate, lei, Georgina e un ragazzo di nome Pete si erano ritrovati in una stanza d'albergo per sballarsi. Qui, lei era stata ripresa, a sua insaputa, mentre passava una dose di cocaina al ragazzo, mandandolo in overdose. Dopo essere scappata dalla camera e dopo aver chiamato l'ambulanza, Serena aveva scoperto che Pete era morto e quindi lei era partita per il collegio, non sapendo cos’altro fare. Georgina, però, ha recuperato il video incriminante e adesso la sta ricattando.
Intanto, la domestica di Blair, Dorota, chiama Lily, avvisandola che Serena è tornata quella di un tempo.
 Frugando nei cassetti della camera della figlia, la donna trova la chiavetta usb con il video girato da Georgina e così ne guarda un pezzo.
 Spinta da Blair, che le dice che Serena sta attraversando un brutto momento e che ha bisogno del sostegno della madre, Lily finisce il video, portando poi la figlia dai genitori di Pete, che non accusano Serena della morte del ragazzo.
Poco dopo, mentre Serena decide di dire tutta la verità a Dan, Lily va al concerto di Rufus e i due si baciano.
Al concerto di Rufus si trovano anche Georgina e Dan che, saputo da Vanessa, che lo ha appreso da Nate, che la ragazza non si chiama Sarah, le chiede spiegazioni. Georgina gli dice così di aver cambiato nome perché il suo ex fidanzato la tormentava e di essersi innamorata di lui non appena l'ha visto. Dopo aver promesso vendetta a Serena per aver raccontato tutto ai suoi amici, Georgina bacia Dan.
- Guest star: Jessica Szohr (Vanessa Abrams), Robert John Burke (Bart Bass), Lisa Loeb (se stessa), Michelle Trachtenberg (Georgina Sparks), Elan Moss-Bachrach (Pete Fairman), Robert Sella (Claude), Zuzanna Szadkowski (Dorota Kishlovsky)
- Significato del titolo: il titolo dell'episodio fa riferimento al film del 1988 Women On The Verge Of A Nervous Breakdown, arrivato in Italia come Donne sull'orlo di una crisi di nervi.

## Molto terrore per nulla
- Titolo originale: Much 'I Do' About Nothing
- Diretto da: Norman Buckley
- Scritto da: Josh Schwartz, Stephanie Savage

### Trama
Serena si reca a casa di Dan per raccontargli tutta la verità, ma qui trova Georgina, che poco dopo se ne va.
 Alla fine, Serena confida il suo oscuro segreto anche a Dan, così il ragazzo decide di incastrare Georgina con l'aiuto di Blair, dandole appuntamento al parco: qui, la ragazza viene portata via dai genitori, contattati in precedenza da Blair, che decidono di mandarla in un campo di punizione per ragazzi ricchi con problemi di personalità.
Intanto, Lily e Rufus passano la notte insieme, ma la mattina dopo la donna decide comunque di sposarsi con Bart.
Il giorno del matrimonio, prima della cerimonia, Chuck vede il padre di Nate parlare con un uomo, che gli consegna una busta in cambio di soldi. Credendo che si tratti di droga, il ragazzo avvisa Nate, che ferma il padre mentre sta per andarsene dalla festa, scoprendo che in realtà l'uomo ha comprato un passaporto per abbandonare il Paese, altrimenti finirà in prigione.
 Dopo aver dato un pugno sul naso al padre, Nate fa finalmente pace con Chuck, dopo le tensioni causate tra i due da Blair.
Dopo la cerimonia, Chuck improvvisa un discorso del testimone diverso da quello che si era preparato, al solo scopo di colpire Blair, parlando di valori quali il perdono e la perseveranza: più tardi, mentre ballano, i due si baciano.
Sempre alla cerimonia, a causa dei loro diversi stili di vita e delle loro incomprensioni, Dan e Serena si lasciano.
La settimana seguente, mentre Rufus parte per un tour con il suo gruppo, Jenny viene ammessa alla Waldorf Design per uno stage estivo.
Dan e Vanessa, nel frattempo lasciata da Nate a causa dei suoi problemi familiari, si preparano a passare l'estate a Brooklyn, mentre Nate e Serena partono per gli Hamptons.
Blair e Chuck devono invece decollare per la Toscana, per poi andare in Francia dal padre della ragazza.
 Tuttavia, prima di lasciar partire Chuck, Bart gli fa un discorso sulla fedeltà e sulle responsabilità che comporta una relazione seria: spaventato da ciò, Chuck non raggiunge Blair all'aeroporto e lei, stanca di aspettarlo, prende l'elicottero con un ragazzo appena conosciuto.
- Guest star: Jessica Szohr (Vanessa Abrams), Robert John Burke (Bart Bass), Lydia Hearst (Amelia), Connor Paolo (Eric van der Woodsen), Sam Robards (Howie "Il Capitano" Archibald), Michelle Trachtenberg (Georgina Sparks), Candy Buckley (signora Sparks), Mark La Mura (signor Sparks), Zack Conroy (Ben Simmons), Robert Sella (Claude), Jason Levinson (Mr. Ellington)
- Significato del titolo: il titolo dell'episodio fa riferimento all'opera di William Shakespeare Much Ado About Nothing, arrivata in Italia come Molto rumore per nulla.